# Trzęsienie ziemi w Visayas (2012)
Trzęsienie ziemi w Visayas – trzęsienie ziemi o magnitudzie 6,7 stopnia w skali Richtera, które nawiedziło prowincję Negros Oriental 6 lutego 2012 roku o godzinie 11:49 czasu miejscowego; jego epicentrum znajdowało się 72 kilometry na północ od miasta Dumaguete, a hipocentrum na głębokości 11 km. Główne miasto objęte trzęsieniem ziemi to Dumaguete.